# انداب جدید (اهر)
انداب جدید یکی از روستاهای استان آذربایجان شرقی است که در دهستان قشلاق بخش مرکزی شهرستان اهر واقع شده‌است.این روستا ۷۲ نفر جمعیت دارد.